# Polizeidirektor (Chef des Sicherheitsapparats)
Polizeidirektor ist eine historische Bezeichnung für den Chef des Sicherheitsapparates insbesondere einer Stadt oder eines Landkreises. Der Aufgabenbereich konnte je nach Kommunalverfassung divergieren. Häufig ging er über die reine polizeiliche Gefahrenabwehr und Kriminalitätsbekämpfung hinaus und umfasste weitere sicherheitsrechtliche Aufgaben, die heute Fachbehörden zugewiesen sind (z. B. Gesundheitsschutz). Häufig wurde das Amt in Personalunion von einem Bürgermeister oder Stadtrat bzw. dem Landrat wahrgenommen. 
Zu unterscheiden ist das Amt von dem mit Besoldungsgruppe A 15 besoldeten Laufbahnamt des höheren Dienstes moderner Polizeibehörden, siehe hierzu Polizeidirektor.
Beispiele für Polizeidirektoren in diesem Sinne sind:
- Carl Günther von Schwarzburg-Rudolstadt, Polizeidirektor von Rudolstadt 1798–1825
- Franz Xaver Gruber, Polizeidirektor von Regensburg 1810–1814
- Wilhelm Ferdinand Stengel, Polizeidirektor von Leipzig 1831–1860
- Karl von Dörnberg, Polizeidirektor von Fulda 1912–1921